# Liliidae
Liliidae is een botanische naam in de rang van onderklasse: de naam is gevormd uit de familienaam Liliaceae. De omschrijving van de onderklasse zal variëren met het taxonomische systeem dat gebruikt wordt; en het enige vaste gegeven is dat de familie Liliaceae deel uitmaakt van deze onderklasse.

## Liliidaein het Takhtajansysteem
Het Takhtajansysteem ziet dit als een uit zes onderklassen binnen de klasse Liliopsida (= eenzaadlobbigen). Deze onderklasse bestaat uit:
- onderklasse Liliidae
  - superorde Lilianae
    - orde Melanthiales
    - orde Colchicales
    - orde Trilliales
    - orde Liliales
    - orde Alstroemeriales
    - orde Iridales
    - orde Tecophilaeales
    - orde Burmanniales
    - orde Hypoxidales
    - orde Orchidales
    - orde Amaryllidales
    - orde Asparagales
    - orde Xanthorrhoeales
    - orde Hanguanales

  - superorde Dioscoreanae
    - orde Stemonales
    - orde Smilacales
    - orde Dioscoreales
    - orde Taccales

## Liliidaein het Cronquistsysteem
Het Cronquistsysteem (1981) ziet dit als een uit vier onderklassen binnen de klasse Liliopsida (= eenzaadlobbigen). Deze onderklasse bestaat uit :
- onderklasse Liliidae
  - orde Liliales
  - orde Orchidales

## Liliidaein het Dahlgren- en Thornesysteem
In het Dahlgrensysteem en Thornesysteem is dit een belangrijke naam: deze onderklasse vormt de eenzaadlobbigen.

### Dahlgren
- onderklasse Liliidae [= eenzaadlobbigen]
  - superorde Alismatanae
  - superorde Triuridanae
  - superorde Aranae
  - superorde Lilianae
  - superorde Bromelianae
  - superorde Zingiberanae
  - superorde Commelinanae
  - superorde Arecanae
  - superorde Cyclanthanae
  - superorde Pandananae

### Thorne
(in de versie van het systeem zoals weergegeven door Reveal)
- onderklasse Liliidae [= eenzaadlobbigen]
  - superorde Lilianae
  - superorde Hydatellanae
  - superorde Triuridanae
  - superorde Aranae
  - superorde Cyclanthanae
  - superorde Pandananae
  - superorde Arecanae
  - superorde Commelinanae

## Liliidaein het APG II-systeem
Het APG- en APG II-systeem gebruiken geen formele botanische namen boven de rang van orde, en namen als Liliopsida en Liliidae hebben geen plaats in deze systemen.